# Susquehanna River National Wildlife Refuge
Le Susquehanna River National Wildlife Refuge est situé sur une petite île, Battery Island, de 15.300 m2 située à l'embouchure de la rivière Susquehanna dans le comté de Harford, dans le Maryland. C'est un refuge satellite géré par le Blackwater National Wildlife Refuge. Dans les années 1920, l'île servait d'écloserie pour produire des espèces telles que l'alose.

## Historique
Au début des années 1940, 54,08 km2 d'eau dans la baie de Chesapeake ont été fermées par des proclamations présidentielles à la chasse à la sauvagine migratrice. Ces zones d'eau ont été désignées comme le refuge national de faune de Susquehanna. Au moment de sa création, les zones aquatiques connues sous le nom de plaines de Susquehanna étaient couvertes de céleri sauvage, de potamot, de potamot perfolié et d'autres aliments souhaitables pour la sauvagine. Le nombre maximal de populations de sauvagine comprenait plus de 500.000 fuligule à dos blanc et  plus de 200.000 canards d'Amérique. Ces riches zones de croissance aquatique ont commencé à décliner dans les années 1960 en raison de changements dans la qualité et la quantité de l'eau.
Le développement au-dessus du barrage de Conowingo Dam (en) a entraîné un drainage plus rapide et un plus grand débit d'eau à travers le barrage. Les courants dans la partie supérieure de la baie de Chesapeake ont déposé de lourdes charges de limon dans la région des plaines de Susquehanna. Ce qui restait de la végétation propice à la sauvagine a été détruit lors du passage de l'ouragan Agnes en 1972. Aujourd'hui, seuls quelques milliers d'oies peuvent être trouvées autour du refuge pendant les mois d'hiver.
En raison de la diminution spectaculaire du nombre d'oiseaux aquatiques et de la végétation dans la région, les proclamations présidentielles ont été levées le 1er septembre 1978 et les eaux ont été rendues à l'État du Maryland. Battery Island fait toujours partie du National Wildlife Refuge.